# Bananenvleermuis
De bananenvleermuis (Musonycteris harrisoni)  is een zoogdier uit de familie van de bladneusvleermuizen van de Nieuwe Wereld (Phyllostomidae). De wetenschappelijke naam van de soort werd voor het eerst geldig gepubliceerd door Schaldach & McLaughlin in 1960.

## Voorkomen

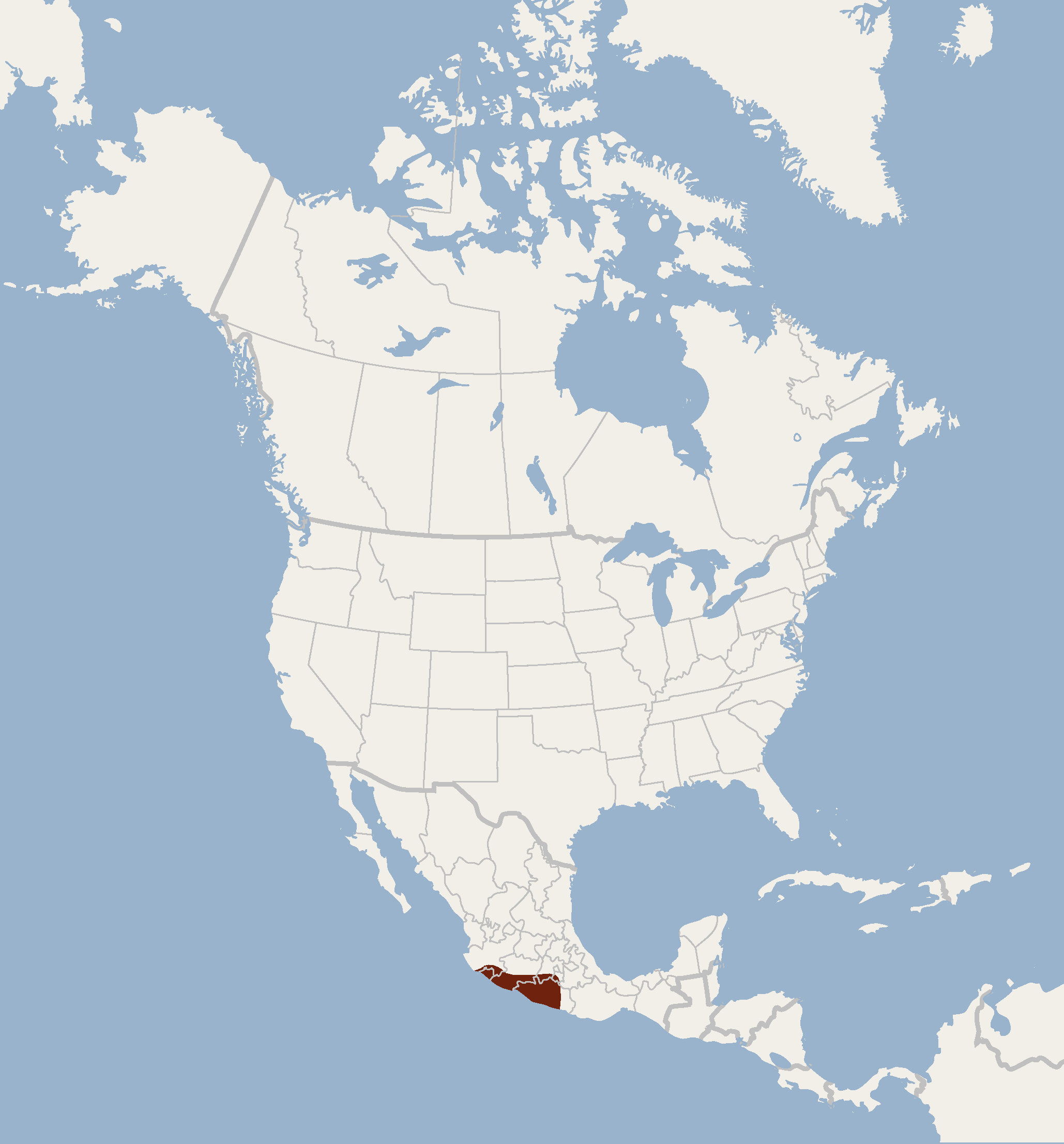
Verspreidingskaart

De soort komt voor in Mexico.